# Lashon hara
L'espressione ebraica lashon hara (o loshon hora) (in ebraico לשון הרע‎?; "malalingua") è un termine  halakhico per indicare un discorso denigratorio rivolto verso un'altra persona. 
Un discorso è considerato lashon hara, se contiene qualcosa di negativo su una persona, non è già noto al pubblico, non è seriamente destinato a correggere o migliorare una situazione negativa ed è vero. Dichiarazioni che si adattano a questa descrizione sono considerati lashon hara, indipendentemente dal metodo di comunicazione che viene utilizzato, che sia mediante la conversazione faccia a faccia, o una lettera, telefono, e-mail.
Lashon hara differisce dalla diffamazione in quanto si focalizza sull'uso del normale discorso per uno scopo illecito, piuttosto che sulla falsità e sui relativi danni derivanti. Al contrario, hotzaat Sem ra ("diffusione di cattiva fama"), detto anche hotzaat diba, consiste di commenti non veri ed è meglio tradotto come "calunnia" o "diffamazione". Hotzaat shem ra è peggiore di lashon hara e di conseguenza peccato grave.
Anche il semplice pettegolezzo, che viene chiamato rechilut, è proibito dalla Legge ebraica.
Il peccato di lashon hara è considerato molto grave nella tradizione ebraica.

## Etimologia
Il termine è composta dal sostantivo lashon, "lingua", seguito dall'articolo determinativo ha e dall'aggettivo ra, "cattivo/malvagio". Il sostantivo ebraico lashon significa "lingua" e, come in molti altri linguaggi, può indicare un "discorso" o un "linguaggio". La frase corrisponde all'idea di "linguaccia" e come in altre culture può essere tradotta con "malalingua"; per esempio in latino mala lingua, in francese mauvaise langue, e in spagnolo mala lengua.

## Fonti
Il termine lashon hara non si trova esplicitamente nel Tanakh, tuttavia "preserva la lingua dal male" (in ebraico נְצֹר לְשֹׁונְךָ מֵרָע‎?) è presente in Salmi 34:14. La Torah contiene un'ingiunzione generale contro rekhilut (pettegolezzo): "Non andrai in giro a spargere calunnie fra il tuo popolo né coopererai alla morte del tuo prossimo. Io sono il Signore." (Levitico 19:16). Inoltre, le parole "Nessuno di voi danneggi il fratello" (Levitico 25:17) secondo la tradizione si riferiscono a fare un torto alla persona per mezzo della parola.
Il Talmud (Arakhin 15b) menziona lashon hara quale una delle cause della malattia tzaraath (afflizione della pelle). In Sotah 42a, il Talmud afferma che le malelingue abituali lashon hara non sono tollerate alla presenza di Dio. Simili forti denunce si possono trovare in vari passi della letteratura ebraica.
In Numeri 12, Miriam pettegola col fratello Aronne. Mette in discussione perché Mosè sia più qualificato di altri a guidare il popolo ebraico. Dio ascolta e la colpisce con tzaraath. Al che Miriam deve rimanere fuori del campo per una settimana a causa della malattia (contagiosa). Durante questo tempo, tutto Israele è costretto ad aspettarla.

## Chafetz Chaim
Rabbi Yisrael Meir Kagan scrisse due rinomate opere halakhiche sulla malalingua: Chafetz Chaim ("Desiderio di vita") e Shmirat HaLashon ("Controllando la lingua"), entrambe del 1873. Chafetz Chaim elenca 31 comandamenti relativi al discorso e presenti nella Torah. Una traduzione in inglese, Guard Your Tongue (Attenti alla lingua) (2002) raccoglie gli insegnamenti di questi due libri.

## Eccezioni
Ci sono momenti in cui una persona si suppone debba parlare apertamente, anche se l'informazione è denigratoria. In particolare, se l'intenzione della persona nel condividere le informazioni negative è per un to'elet,cioè uno scopo positivo, costruttivo e benefico, il divieto di lashon hara non si applica. Se il lashon hara serve da monito contro la possibilità di un danno futuro, tale comunicazione è in certe condizioni obbligatoria. Hotzaat shem ra, raccontar menzogne e diffondere disinformazione è sempre vietato.